# .sPout.
.sPout. é uma banda de crossover rock da Áustria. Foi fundado em abril de 1997 em Graz. Aaron gravou as primeiras versões das canções do.sPout. em seu plano com seu computador. Com estas gravações começou a busca por músicos.

## Discografia
- This Is The Answer - 1998
- Matter of fact - 1999
- Do you wanna dance? - 2001
- The ultimate love connection - 2002
- Sick Song (Special Single Edition) - 2003
- We brake for nobody - 2005
- Drift (Special Single Edition) - 2005
- We're goin' straight to hell - 2007

## Videografia
- Sick Song - 2003
- Drift - 2005
- Take Me - 2005
- Warm up Your Neck - 2008
- Notin' in Commom - 2009

## Integrantes
- Stefan Unterweger - vocal
- René Juri - guitarra
- Aaron schüssler - vocal, guitarra
- Manfred Sattler - baixo
- Heimo Glatzl - bateria
- Mario Frajuk - DJ, percussão (ex-integrante)